# Valderrubio
Valderrubio – gmina w Hiszpanii, w prowincji Grenada, o powierzchni 6,59 km². W 2012 roku gmina liczyła 2133 mieszkańców.
W starożytnej osadzie przedromańskiej znaleziono różne pozostałości i nekropolię.